# سجين (إسلام)
سِجِّين هو سجن صغير ضيق وهو مصطلح قرآني يشير إلى مكان يذهب إليه الفجار أو كتاب الفجار بعد موتهم. وسجين حسب قول أغلب المُفسرين في الْأَرْضُ السَّابِعَةُ السُّفْلَى وقيل في السماء الدنيا، ذُكر في سورة المطففين نقيضًا لعليون.

## التفسير
سِجِّين على وزن فَعِّيلٌ مِنَ السِّجْنِ، كَمَا قِيلَ: رَجُلٌ سِكِّيرٌ مِنَ السُّكْرِ، وَفِسِّيقٌ مِنَ الْفِسْقِ، وقال أهل التفسير أنه في الْأَرْضُ السَّابِعَةُ السُّفْلَى، وَفِيهَا أَرْوَاحُ الْكُفَّارِ تَحْتَ حَدِّ إِبْلِيسَ. قَالَ كعب الأحبار: إِنَّ رُوحَ الْفَاجِرِ يُصَعَدُ بِهَا إِلَى السَّمَاءِ، فَتَأْبَى السَّمَاءُ أَنْ تَقْبَلَهَا ، وَيُهْبَطُ بِهَا إِلَى الْأَرْضِ فَتَأْبَى الْأَرْضُ أَنْ تَقْبَلَهَا، فَتَهْبِطُ فَتَدْخُلُ تَحْتَ سَبْعِ أَرْضِينَ، حَتَّى يُنْتَهَى بِهَا إِلَى سِجِّينٍ، وَهُوَ حَدُّ إِبْلِيسَ، فَيَخْرُجُ لَهَا مِنْ سِجِّينٍ مِنْ تَحْتِ حَدِّ إِبْلِيسَ، رَقٌّ فَيُرْقَمُ وَيُخْتَمُ وَيُوضَعُ تَحْتَ حَدِّ إِبْلِيسَ بِمَعْرِفَتِهَا الْهَلَاكُ إِلَى يَوْمِ الْقِيَامَةِ. وَقَالَ آخَرُونَ: هُوَ جُبٌّ فِي جَهَنَّمَ مَفْتُوحٌ.
وروى الأعمش عن هلال بن يساف قال: سأل ابن عباس كعباً - وأنا حاضر - عن سجين؟ قال: هي الأرض السابعة وفيها أرواح الكفار، وسأله عن عليين؟ فقال: هي السماء السابعة وفيها أرواح المؤمنين.

## في الثقافة الشعبية
سُميت إحدى سلاسل أفلام الرعب التركية باسم «سجين» للإشارة لهذا المصطلح الإسلامي.